# 錢允元
錢允元（1548年—？），字虞佐，號继山，直隸蘇州府吳縣人，民籍，明朝政治人物。

## 生平
庚午順天鄉試八十二名，萬曆十四年（1586年）丙戌科會試六名，登三甲第一百三十二名進士。兵部观政。官至兵部主事。

## 家族
曾祖錢瀷，贈資政大夫南京刑部尚書；祖父錢應龍，封南京刑部右侍郎贈資政大夫南京刑部尚書；父錢邦彥，曾任南京刑部尚書致仕、恩詔進階榮祿大夫。前母沈氏（贈夫人）；母仰氏（封夫人）。严侍下。弟希元（国子生）、秉元（官生）、宗元。